# Oxypilus enei
Oxypilus enei är en bönsyrseart som beskrevs av Roger Roy 1966. Oxypilus enei ingår i släktet Oxypilus och familjen Hymenopodidae. Inga underarter finns listade i Catalogue of Life.